# Dario (James Bond)
Dario é um personagem fictício do filme da franquia cinematográfica de James Bond 007 - Permissão Para Matar, produzido em 1989, o primeiro da série não baseado numa história de Ian Fleming. Capataz homicida do barão das drogas Franz Sanchez, Dario é interpretado pelo ator porto-riquenho Benicio del Toro, ainda em começo de carreira.

## Características
Depois de expulso das fileiras dos Contras da Nicarágua por ser muito violento. Dario passa a trabalhar para o chefe do tráfico de Ishtmus City, Franz Sanchez - personagem baseado no traficante colombiano Pablo Escobar Gaviria. Perito no uso de faca, ele a usa para cometer atos brutais. Dono de uma personalidade sinistra, é uma personagem intimidativa e dona de um sorriso diabólico.

## No filme
Dario  já mostra sua personalidade pisocótica no começo do filme, quando, acompanhando seu chefe numa viagem na qual Sanchez pretende flagrar sua amante Lupe Lamora com outro homem na cama, por ordem dele arranca com a faca o coração do desafeto. Depois, comanda dois capangas de Sanchez até a casa de Felix Leiter, o agente da DEA e amigo de Bond que acabou de se casar e é o principal responsável pela prisão frustrada de Sanchez, onde mata a esposa de Leiter, Della, e ajuda os outros capangas a levarem-no até um viveiro de tubarões numa marina, onde assiste com prazer o agente ser mutilado por tubarões.
Depois da falha em tentar matar outra aliada de Bond, a piloto e informante da CIA Pam Bouvier, descoberta por Sanchez como espiã e agente dupla em seu império, Dario tem seu confronto final com Bond na fábrica de cocaína do cartel. Prestes a matá-lo com sua faca, leva um tiro de Bouvier e é jogado por Bond no tanque de fabricação e corte da pasta de coca, morrendo trucidado pelas lâminas da máquina.